# Rune Larsson (musiker)

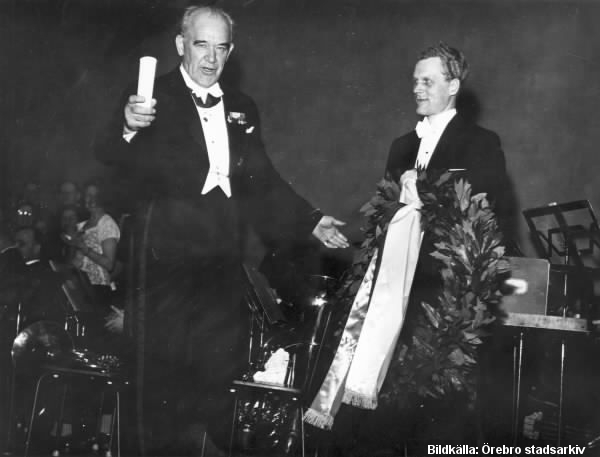
Tor Mann (t.v.) tillsammans med Rune Larsson vid en konsert i Örebro konserthus år 1959, när Örebro orkesterförening firade 50 år.

Rune Lennart Larsson, född 22 augusti 1924 i Borås, är en svensk musiker.
Efter studentexamen i hemstaden år 1943, studerade Rune Larsson violinspel för Charles Barkel 1944. Efter avlagd musiklärarexamen 1948, studerade han dirigering för Tor Mann under åren 1949-1952. Hans studerade även för Igor Markevitch, Ferdinand Leitner och Herbert von Karajan. 
Han var verksam som dirigent och konstnärlig ledare för Örebro kammar- och symfoniorkestrar, nuvarande Svenska Kammarorkestern under åren 1956-1969. Även gästdirigerat i Norge, Danmark, Tyskland och Tjeckoslovakien.
Under åren 1969 - 1977 var Larsson rektor för Karlstads kommunala musikskola, och från 1977 musikledare i Varberg. Han har komponerat verk för kör och för stråkorkester.